# Новый Мартынов
Новый Мартынов (укр. Новий Мартинів) — село в Бурштынской городской общине Ивано-Франковского района Ивано-Франковской области Украины.

## История
В 1989 году здесь была построена новая благоустроенная школа на 192 учащихся.
Население по переписи 2001 года составляло 415 человек.